# セルヒオ・ダニエル・マルティネス
セルヒオ・ダニエル・マルティネス・アルスリ（Sergio Daniel Martínez Alzuri, 1969年2月15日 - ）は、ウルグアイ・モンテビデオ出身の元サッカー選手。元ウルグアイ代表。現役時代のポジションはフォワード。愛称はマンテカ (Manteca) 。

## 経歴
1986年にデフェンソール・スポルティングでサッカー選手としてデビューし、CAペニャロールを経て1992年にアルゼンチンのボカ・ジュニアーズに移籍。アルゼンチン・リーグで2度得点王になるなど、ゴールゲッターとして活躍した。
ウルグアイ代表としては、1988年から1997年までに35試合に出場（5得点）、1990年のワールドカップイタリア大会にも出場している。
1995年のコパ・アメリカでは、決勝のブラジル戦で後半からダニエル・フォンセカに代わって出場し、PK戦で最後の5人目のキッカーとして、優勝を決めるPKを成功させた。

## タイトル

### クラブ
デフェンソール
- ウルグアイリーグ : 1987

ボカ・ジュニアーズ
- アルゼンチンリーグ : 1992-93A
- コパ・オーロ : 1993

ナシオナル
- ウルグアイリーグ : 2000, 2001

### 代表
ウルグアイ代表
- コパ・アメリカ : 1995

### 個人
- アルゼンチンリーグ得点王 : 1993-94A, 1996-97C